# 本鮑 (加利福尼亞州)
本鮑（英語：Benbow）是位於美國加利福尼亞州洪堡縣的一個人口普查指定地區。

## 地理
本鮑的座標為40°04′07″N 123°47′04″W / 40.06861°N 123.78444°W，而該地最高點為海拔高度134米（即440英尺）。

## 人口
根據2010年美國人口普查的數據，本鮑的面積為12.64平方千米，當中陸地面積為12.64平方千米，而水域面積為0.00平方千米。當地共有人口321人，而人口密度為每平方千米25人。